# Fanny Kemble
Frances Anne "Fanny" Kemble (Londen, 27 november 1809 - aldaar, 15 januari 1893) was een Britse actrice, schrijfster en abolitionist. 

## Biografie

### Vroege leven en opleiding
Kemble kwam uit een familie van acteurs. Ze was de oudste dochter van de acteur Charles Kemble en zijn vrouw Maria Theresa Kemble (geboren Ducamp). Haar broers en zussen waren onder anderen operazangeres Adelaide Kemble en historicus John Mitchell Kemble terwijl actrice Sarah Siddons haar tante was.
Kemble kreeg haar eerste artistieke lessen van haar ouders. In 1821 werd ze op twaalfjarige leeftijd voor verder onderwijs naar Parijs gestuurd. Daar woonde ze in een internaat en studeerde ze aan de Academie van mevrouw Lamb (Rue d'Angoulême, 11e arrondissement). In 1827 schreef Kemble haar eerste toneelstuk in vijf bedrijven, Francis the First dat lovende kritieken kreeg uit meerdere hoeken.

### Acteercarrière
Terug in Londen had Kemble haar eerste kleine, meestal stille rollen in uitvoeringen geregisseerd door haar ouders. Op 26 oktober 1829, na slechts drie weken repeteren, kon ze haar debuut maken in het Covent Garden Theatre als "Julia" in Romeo en Julia waarbij zowel de theatercritici als het publiek enthousiast waren.
In de zomer van 1832 begon ze met haar vader aan een grote tournee door de Verenigde Staten. 1833 Kemble bezocht ze de ingenieur George Stephenson in Quincy (Massachusetts), die daar een van de eerste spoorlijnen in de VS voltooide. Ze had Stephenson al ontmoet in 1829 toen zij en haar ouders de Rainhill Trials bezochten.

### Huwelijk
Kemble woonde enige tijd in Philadelphia (Pennsylvania) en maakte kennis met de politicus Pierce Mease Butler (1810-1867). Butler was de kleinzoon van Pierce Butler, een van de grondleggers van de Verenigde Staten. Op 7 juli 1834 trouwde Kemble met Butler in Philadelphia en kreeg twee dochters, Frances (geb. 1834) en Sarah (geb. 1835). Kemble stopte met acteren na haar huwelijk in 1834. 
In principe wist Kemble hoe het familiefortuin tot stand was gekomen, maar toen ze in de winter van 1838-1839 voor het eerst met slavernij werd geconfronteerd op haar plantages in Georgia, schrok ze. Het huwelijk mislukte vanwege haar controversiële houding ten opzichte van slavenbezit. Het paar ging in 1840 uit elkaar. Kemble keerde met haar twee dochters terug naar Londen. Na een langdurige en rommelige scheiding het jaar daarop verloor Kemble de voogdij over beide dochters aan haar ex-man. In 1841 reisde Kemble naar Italië om te ontspannen, waarna ze haar eerste reisverslag schreef.

### Latere carrière
In 1847 keerde Kemble terug naar de Verenigde Staten voor een solotoer, waar ze vooral uitblonk met het voorlezen van Shakespeare. Door deze tour kon Kemble een huis kopen in Lenox (Massachusetts). Van daaruit ging ze op leestournees of trad ze op bij liefdadigheidsevenementen. In 1877 keerde Kemble definitief terug naar Groot-Brittannië en vestigde zich in de buurt van haar jongste dochter, Frances.
Kemble werd al snel een gewaardeerd lid van de Londense samenleving en ze gaf af en toe lezingen. De schrijver Henry James zou delen van de familiegeschiedenis van Kemble hebben gebruikt in zijn roman Washington Square uit 1881. Kemble overleed in Londen in 1893.

## Werken
Te vinden in de Harvard Universiteitsbibliotheek:
- Journal of a Residence on a Georgian Plantation in 1838–1839 (New York: Harper & Bros, 1863; ISBN 0-8203-0707-6)
- Record of a Girlhood (Londen: R. Bentley and Son, 1878)
- Records of Later Life (New York: H. Holt and Co., 1882)
- Further Records, 1848–1883: a series of letters (Londen: R. Bentley and Son, 1890)

Andere publicaties:
- Francis the First, toneelstuk (Londen, 1832; New York, 1833)
- Journal (2 vols., London, 1835; Philadelphia and Boston, 1835)
- The Star of Seville, toneelstuk (Londen en New York, 1837)
- Poems (London en Philadelphia, 1844; Boston, 1859)
- A Year of Consolation,een boek over haar Italiaanse reizen (2 vols, Londen en New York, 1847)
- Plays, met vertalingen van Dumas en Schiller (Londen, 1863)
- Notes on Some of Shakespeare's Plays (Londen, 1882)
- Far Away and Long Ago (1889)
- Works van Fanny Kemble in Project Gutenberg.

In de eenentwintigste eeuw zijn verschillende edities van haar verhalen verschenen:
- Fanny Kemble's Journals, bewerkt en met een inleiding door Catherine Clinton (Cambridge: Harvard University Press, 2000)
- Journal, Kemble, Fanny. (1835), bewerkt door Murray (heruitgegeven door Cambridge University Press, 2009; ISBN 978-1-108-00401-5)
- Kemble, Fanny (1863). Journal of a Residence on a Georgian Plantation in 1838–1839 (1863), Longman Green (heruitgegeven door Cambridge University Press, 2009; ISBN 978-1-108-00393-3)

## Trivia
- In 2000 verscheen de Amerikaanse tv-film Enslavement: The True Story of Fanny Kemble.
- In 1985 werd een inslagkrater op de planeet Venus naar haar vernoemd.